# Serra da Arada

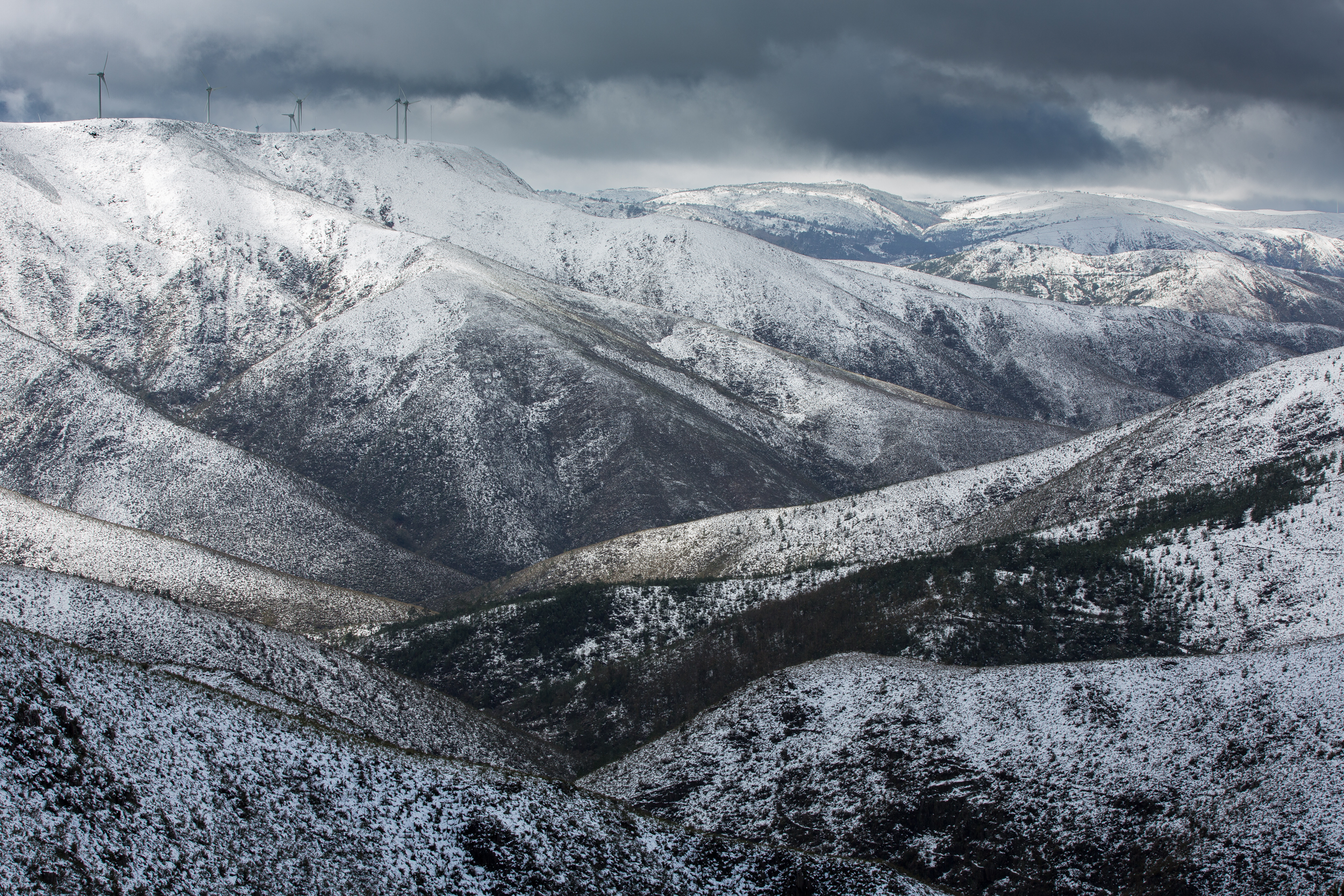
Serra da Arada durante o inverno

A Serra da Arada é uma elevação de Portugal Continental, com 1120 metros de altitude, cota esta obtida no Alto das Minas de Chãs, a Noroeste da localidade de São Pedro do Sul, de onde está a cerca e 10 quilómetros de distância e em cujo concelho se situa maioritariamente, fazendo ainda parte  do concelho de Arouca.

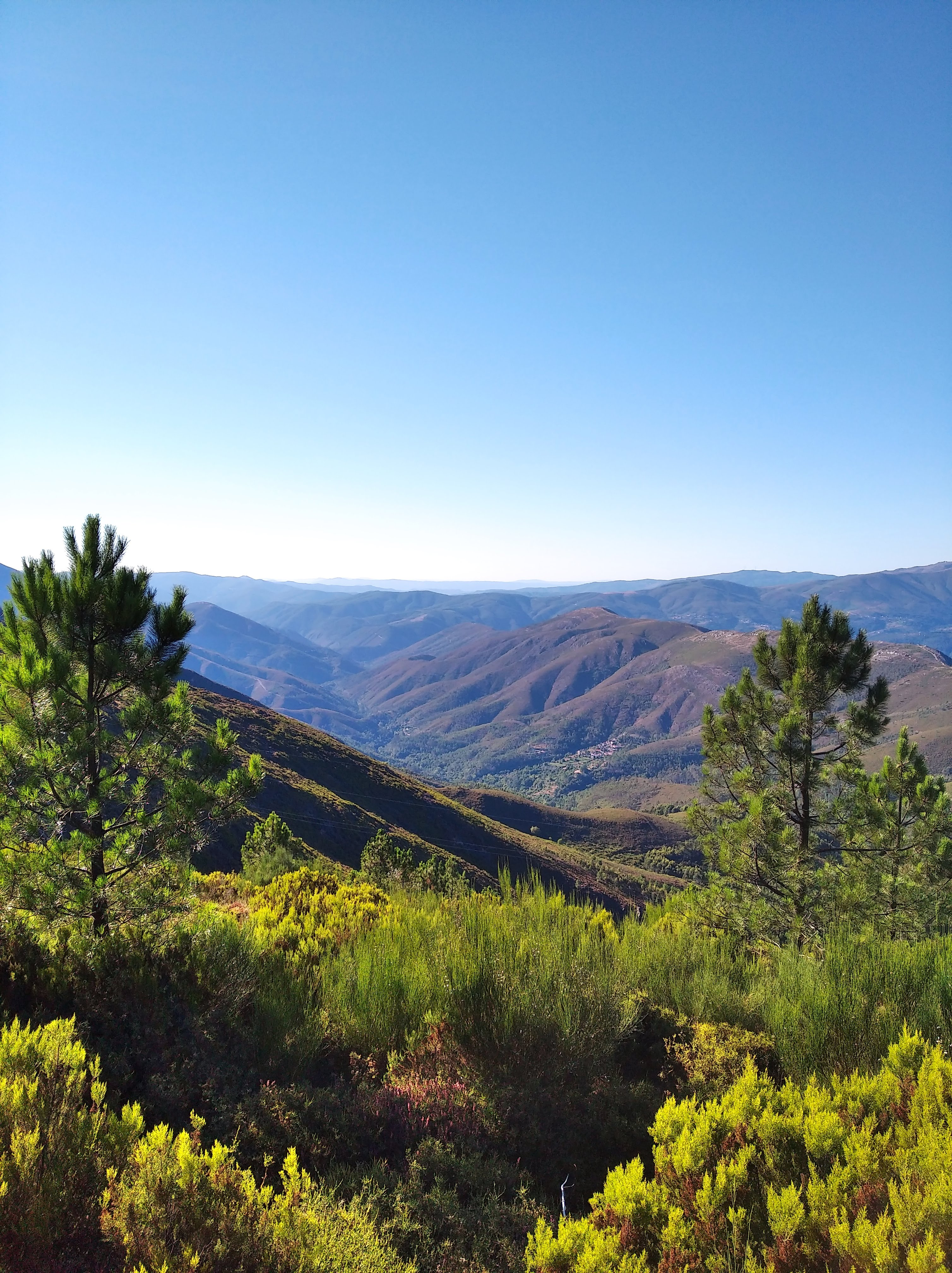
Serra da Arada, agosto de 2022

Faz parte do Maciço da Gralheira. Situa-se na transição da Beira Litoral para a Beira Alta.
Com início na falha geológica  da linha do rio Frades e rio Teixeira de onde se separa da serra da Freita estende-se a norte ao longo de várias elevações acima de 1000 metros até ao rio Paiva, comportando várias aldeias históricas de Portugal com construções de xisto, de onde se destacam a Aldeia da Pena,    Drave e o Fujaco, entre outras.
A cerca de mil metros de altitude, encontra a famosa Garra, uma encosta montanhosa esculpida pela água, que faz lembrar a garra gigantesca de uma ave. A primavera é a melhor altura para apreciar a vista, pois a Garra fica coberta de carqueja e urze e parece pintada de amarelo e rosa.